# The Honorable Friend
The Honorable Friend è un film muto del 1916 diretto da Edward J. Le Saint.

## Produzione
Il film fu prodotto dalla Jesse L. Lasky Feature Play Company.

## Distribuzione
Distribuito dalla Paramount Pictures, il film uscì nelle sale statunitensi il 27 agosto 1916.